# عالم أعصاب
عالم الأعصاب (بالإنجليزية: Neuroscientist)‏ هو عالم مدرب عادة مع شهادة دكتوراه أو دكتور في الطب، هو من يدرس المجال العلمي لعلم الأعصاب أو أي من الميادين الفرعية المتصلة به.
علم الأعصاب حقل على درجة عالية من التخصصية المتداخلة وتشمل الدراسة في مجالات متعددة مثل علم الأحياء، الكيمياء، الكيمياء الحيوية، الصيدلة، الطب النفسي، علم النفس، الهندسة، والرياضيات. يمكن اعتبار أي فرد من هذه الحقول يساهم في البحوث المتعلقة بعلم الأعصاب عالم الأعصاب.
هؤلاء العلماء عموما يعملوا كباحثين في كلية جامعة، وكالة حكومية، أو في القطاع الصناعي.

في المهن ذات التوجه البحثي، علماء الأعصاب عادة ما يقضون وقتهم في تصميم وإجراء التجارب العلمية التي تساهم في معرفتنا بالنظام العصبي ووظيفتها.
يمكن إشراك علماء الأعصاب في البحوث الأساسية أو التطبيقية. البحوث الأساسية تسعى إلى إضافة معلومات إلى فهمنا الحالي للجهاز العصبي، في حين أن البحوث التطبيقية تسعى إلى معالجة مشكلة محددة، مثل تطوير لعلاج اضطراب عصبي. توجه علماء الأعصاب نحوالوسائل عادة في البحوث التطبيقية.
علماء الأعصاب لهم أيضا عدد من الفرص الوظيفية خارج نطاق البحث، بما في ذلك وظائف في كتابة العلوم، إدارة برنامج الحكومة، الدعوة للعلم والتعليم الثانوي. أو حصل هؤلاء الأفراد بشكل شائع على درجة الدكتوراه في العلوم، أو درجة الماجستير أو درجة طبية.

## التدريب والتعليم
درجة الدكتوراه هو مسار التدريب الأكثر شيوعاً لعالم الأعصاب. التدريب للفرد لا يحتاج بالضرورة أن يكون مباشرة في علم الأعصاب لكي يعتبر عالم الأعصاب.
العديد من الكليات والجامعات لديها الآن برامج تدريب الدكتوراه في علوم الأعصاب، وغالباً ما تنقسم بين التركيز على علوم الأعصاب الإدراكية والسلوكية والخلوية والجزيئية وعلم الأعصاب.بيد أن العديد من علماء الأعصاب يملكون شهادات في مجالات أخرى، بعض المجالات المشتركة كالكيمياء، الاقتصاد، علم الأحياء، الكيمياء الحيوية، الصيدلة، والفيزياء. كان القواسم المشترك بين جميع علماء الأعصاب أن أبحاثهم في مجالات تتعلق بطريقة فهم الجهاز العصبي.

## نظرة عامة حول المهنة

### وصف العمل
يركز علماء الأعصاب أساسًا على دراسة الجهاز العصبي وإجراء أبحاث عليه. يتألف هذا الجهاز من الدماغ والحبل الشوكي والخلايا العصبية. قد تُجرى دراسات الجهاز العصبي على المستوى الخلوي كما في دراسات القنوات الشاردية، أو تركز على المستوى الجهازي كما في الدراسات السلوكية أو المعرفية. يُكرس قسم كبير من دراسات الجهاز العصبي لفهم الأمراض التي تؤثر عليه مثل التصلب المتعدد والآلزهايمر وباركنسون وداء لو غريغ (التصلب الجانبي الضموري). تُجرى الأبحاث عادةً في الجامعات والمؤسسات البحثية الخاصة والحكومية والعامة.
تشمل بعض عموم مهام علماء الأعصاب ما يلي:
- تطوير التجارب وقيادة المجموعات البشرية في أدوارها الداعمة.
- إجراء تحليل بيانات عصبية محوسب وافتراضي.
- البحث عن علاجات جديدة للاضطرابات العصبية وتطويرها.
- العمل مع الأطباء لإجراء دراسات تجريبية على الأدوية الجديدة عند المرضى الراغبين.
- الالتزام بإجراءات السلامة والنظم الصحية ودلائلها الإرشادية.
- فحص العينات التجريبية بدقة.

### الأجر
بلغ متوسط الأجر الكلي لعلماء الأعصاب في الولايات المتحدة 79,940 دولارًا في مايو 2014. يعمل هؤلاء العلماء عادةً ضمن وظائف كاملة. في الجدول التالي متوسط الأجر في أماكن العمل العامة في الولايات المتحدة:
| مكان العمل العام    | الأجر السنوي المتوسط |
| الكليات والجامعات   | 58,140 دولارًا        |
| المستشفيات          | 73,590 دولارًا        |
| المختبرات           | 82,700 دولارًا        |
| الأبحاث والتطوير    | 90,200 دولار         |
| الصناعات الصيدلانية | 150,000 دولار        |

### بيئة العمل
يبحث علماء الأعصاب في كلا الناحيتين البيولوجية والنفسية للجهاز العصبي ويدرسونهما. حالما ينهي العلماء برنامجهم التالي للدكتوراه، يباشر 39% منهم بإجراء أعمال دكتوراه إضافية، بينما يلتزم 36% منهم بالمهام التدريسية. يستخدم علماء الأعصاب مجموعةً واسعةً من الأدوات الرياضية والبرامج الحاسوبية والمقاربات الحيوية الكيميائية والتقنيات التصويرية مثل التصوير بالرنين المغناطيسي وتصوير الأوعية الطبقي المبرمج والتصوير بالرنين المغناطيسي الموّزن بمعامل الانتشار. تسمح تقنيات التصوير للعلماء بمراقبة التبدلات الجسدية في الدماغ والحبل الشوكي عبر تحديد الإشارات الحاصلة. قد ينخرط علماء الأعصاب أيضًا في منظمات العلوم العصبية المختلفة الأخرى حيث يمكنهم نشر مواضيع بحثية مختلفة وقراءتها.

### المستقبل المهني
يتوقع علماء الأعصاب نمو عملهم بنحو 8% بين عامي 2014 و 2024، وهو متوسط معدل نمو وظيفي مقبول بالنظر إلى باقي المهن. تشمل العوامل التي تقود إلى هذا النمو زيادة متوسط العمر في المجموعات السكانية والاكتشافات الجديدة التي تقود إلى ظهور مجالات بحثية مستحدثة وزيادة استخدام الأدوية. يستمر تمويل الحكومة للأبحاث بالتأثير على الطلب على هذا الاختصاص.

### التعليم
يلتحق عالم الأعصاب عادةً ببرنامج دراسة جامعي يمتد لأربع سنوات، ثم ينتقل إلى برنامج الدكتوراه لإجراء الدراسات العليا. حالما تنتهي دراستهم، قد يستمر علماء الأعصاب بإجراء الأعمال التالية للدكتوراه لتحصيل المزيد من الخبرة المخبرية واستكشاف طرائق مختبرية جديدة.
في سنوات الدراسة الجامعية، يأخذ علماء الأعصاب دروسًا في الفيزياء وعلوم الحياة لاكتساب أسس المجال البحثي. تشمل التخصصات الجامعية الأساسية النموذجية علم الأحياء والعلوم العصبية السلوكية والمعرفية. تملك الكثير من الجامعات والكليات حاليًا برامج دكتوراه تدريبية في العلوم العصبية تنقسم إلى علوم معرفية وخلوية وجزيئية وحاسوبية وجهازية.

### مجالات التداخل بين التخصصات
تملك العلوم العصبية منظورًا فريدًا يمكن تطبيقه على مجال واسع من التخصصات، وبالتالي تتنوع المجالات التي يعمل عليها علماء الأعصاب. قد يدرس هؤلاء العلماء مواضيع تتنوع بين نصفي الكرة المخية والنواقل العصبية والمشابك الواصلة بين العصبونات على المستوى المجهري. تشمل المجالات التي تدمج بين علم النفس والعلوم العصبية البيولوجية العلوم العصبية المعرفية والعلوم العصبية السلوكية وغيرها. تدرس العلوم العصبية المعرفية وعي الإنسان وتركز على الدماغ وكيفية رؤيته من وجهة نظر العمليات الكيميائية الحيوية والفيزيائية الحيوية.
تدرس العلوم العصبية السلوكية الجهاز العصبي كاملًا مع البيئة المؤثرة عليه وتفاعلها مع الدماغ وكيف ترينا هذه المجالات نواح من التحفيز والتعلم والمهارات الحركية وغيرها. تستخدم العلوم العصبية الحاسوبية النماذج الرياضية لفهم كيفية معالجة الدماغ للمعلومات الواردة إليه.

## التاريخ

### فهم المصريين للعلوم العصبية ودور الفلاسفة اليونانيين الأوائل
تعود إحدى أولى الكتابات المتعلقة بالدماغ إلى الحضارة المصرية. أشار أول وصف مكتوب عُرف للدماغ عام 3000 ق.م إلى أن موقع الإصابات الدماغية قد يرتبط بالأعراض النوعية الظاهرة. عارضت هذه الوثيقة النظرية الشائعة في ذاك الوقت. غلبت الروحانية على أغلب الكتابات المصرية الأخرى، إذ نُسبت الأفكار والمشاعر إلى القلب. كانت الفكرة مقبولةً على نحو واسع وملحوظ في القرن السابع عشر في أوروبا. آمن أفلاطون أن الدماغ كان مقر العمليات العقلية، لكن أرسطو عارضه معتبرًا أن القلب مصدر هذه العمليات وأن الدماغ يؤدي دور نظام التبريد للجهاز القلبي الوعائي.

### جالينوس
امتلك جالينوس تأثيرًا كبيرًا على علم تشريح الإنسان في العصور الوسطى، وساهم في تطوير العلوم العصبية بوصفه وظائف سبعة أعصاب قحفية مع طرح مفهوم أساسي للحبل الشوكي. وفيما يتعلق بالدماغ، آمن جالينوس أن الشعور الحسي ناجم عن عمليات تحدث في وسط الدماغ، بينما تنجم الأوامر الحركية عن القسم الأمامي منه. نقل جالينوس بعض الأفكار حول اضطرابات الصحة العقلية وأسبابها، وآمن أيضًا أن الإقياء الأسود أحد أسبابها، وأن الصرع ينجم عن البلغم. لم يعارض أحد ملاحظات جالينوس حول العلوم العصبية لسنوات طويلة.

### المعتقدات الأوروبية في القرون الوسطى وأندرياس فيزاليوس
وافقت معتقدات العصور الوسطى مقترحات جالينوس، بما فيها نسب العمليات العقلية إلى بطينات الدماغ. حُددت وظائف المناطق الدماغية استنادًا إلى بنيتها النسيجية ومكوناتها: إذ نُسبت وظيفة الذاكرة إلى البطين الخلفي، وهي منطقة صلبة في الدماغ وبالتالي تتناسب مع خصائص تخزين الذكريات. أزاح أندرياس فيزاليوس دراسة العلوم العصبية بعيدًا عن النواحي التشريحية، إذ اعتبر أن عزو الوظائف العقلية إلى موقعها في الدماغ طريقةً ساذجة. لم يؤمن فيزاليوس بأن دراسة التشريح ستقود إلى أي تقدم حقيقي في فهم التفكير ضمن الدماغ، فرمى جانبًا جميع المقترحات السطحية التي طرحها جالينوس ومفكرو العصور الوسطى.